# Din viața peștilor exotici
Din viața peștilor exotici este un film românesc din 1964 regizat de Dona Barta.